# Bolitoglossa magnifica
Bolitoglossa magnifica (tên tiếng Anh: Magnificent Web-footed Salamander) là một loài kỳ giông thuộc họ Plethodontidae.
Đây là loài đặc hữu của Panama.
Môi trường sống tự nhiên của chúng là vùng núi ẩm nhiệt đới hoặc cận nhiệt đới.
Chúng hiện đang bị đe dọa vì mất môi trường sống.